# Hubert Büchel (politico)
Hubert Büchel (24 ottobre 1973) è un politico liechtensteinese.

## Biografia
È nato nel 1973 ed è cresciuto a Ruggell.
Tra il 1988 e il 1993 fu in apprendistato presso la Liechtensteinische Landesbank dove lavorò fino al 2001, anno in cui iniziò gli studi post-laurea in private banking alla Fachhochschule, conclusi nel 2003. Nello stesso ateneo conseguì un EMBA in gestione patrimoniale nel 2008.
Ha continuato a lavorare nell'ambito finanziario e nel 2021 ha fondato la Büchel Advisory GmbH, di cui è stato proprietario fino al 2025.

### Attività politica
Dal 2009 al 2013 fu il vice del primo ministro Klaus Tschütscher.
È stato vice membro nel Landtag e membro sostituto nelle delegazioni parlamentari presso l'AELS/SEE e il Consiglio d'Europa dal 2021 al 2025; il 10 aprile dello stesso anno ha prestato giuramento come ministro dell'interno, economia e sport nel governo Haas.

## Vita privata
È divorziato e ha un figlio.